# Muzeum Mazowieckie w Płocku
Muzeum Mazowieckie w Płocku – muzeum regionalne w Płocku, założone w 1820.
Muzeum powstało z połączenia zbiorów Towarzystwa Naukowego Płockiego i Szkoły Wojewódzkiej. Jest jednym z najstarszych istniejących tego typu placówek w Polsce. Pierwsza ekspozycja została pokazana w dwóch salach Liceum Ogólnokształcącego im. Stanisława Małachowskiego.
W latach 1912–1971 muzeum zajmowało budynki Towarzystwa Naukowego Płockiego. W 1967 została w nim zorganizowana pierwsza w Polsce muzealna prezentacja sztuki secesyjnej. Obecnie posiada największą kolekcję sztuki secesyjnej w Polsce, a także stałą wystawę "X wieków Płocka". Od 2005 mieści się w nowej siedzibie – odrestaurowanej kamienicy przy ul. Tumskiej 8 na Starym Mieście.

## Oddziały
- Muzeum Żydów Mazowieckich w Płocku, ul. Kwiatka 7
- Skansen Osadnictwa Nadwiślańskiego w Wiączeminie,
- Spichlerz, ul. Kazimierza Wielkiego 11B, Płock
- Muzeum Wisły Środkowej i Ziemi Wyszogrodzkiej, ul. Rynek 1 w Wyszogrodzie.

W 2020 przewidziane jest oddanie kolejnego oddziału przy ulicy Kolegialnej, które będzie prezentowało zbiory art déco. 
Muzeum Mazowieckie jest wydawcą półrocznika popularnonaukowego Nasze Korzenie.

## Zbiory
- Dział Sztuki – 14 490 obiektów, z czego 5 500 to obiekty secesyjne i 601 neosecesyjne.
- Dział Historii – 21 201 obiektów
- Dział Archeologii – 5 675 obiektów
- Dział Numizmatyki – 35 668 obiektów
- Dział Etnografii – 9 501 obiektów

### Wybrane dzieła ze zbiorów

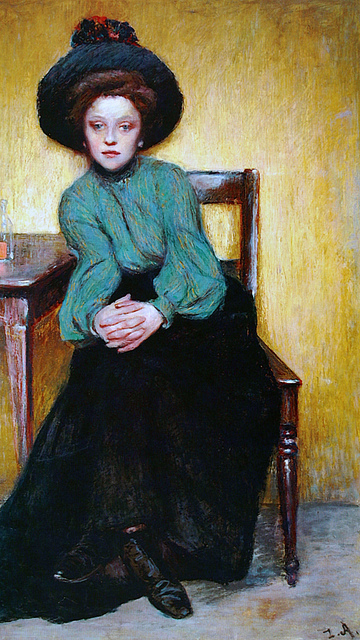
Zygmunt Andrychiewicz, Absynt, 1890
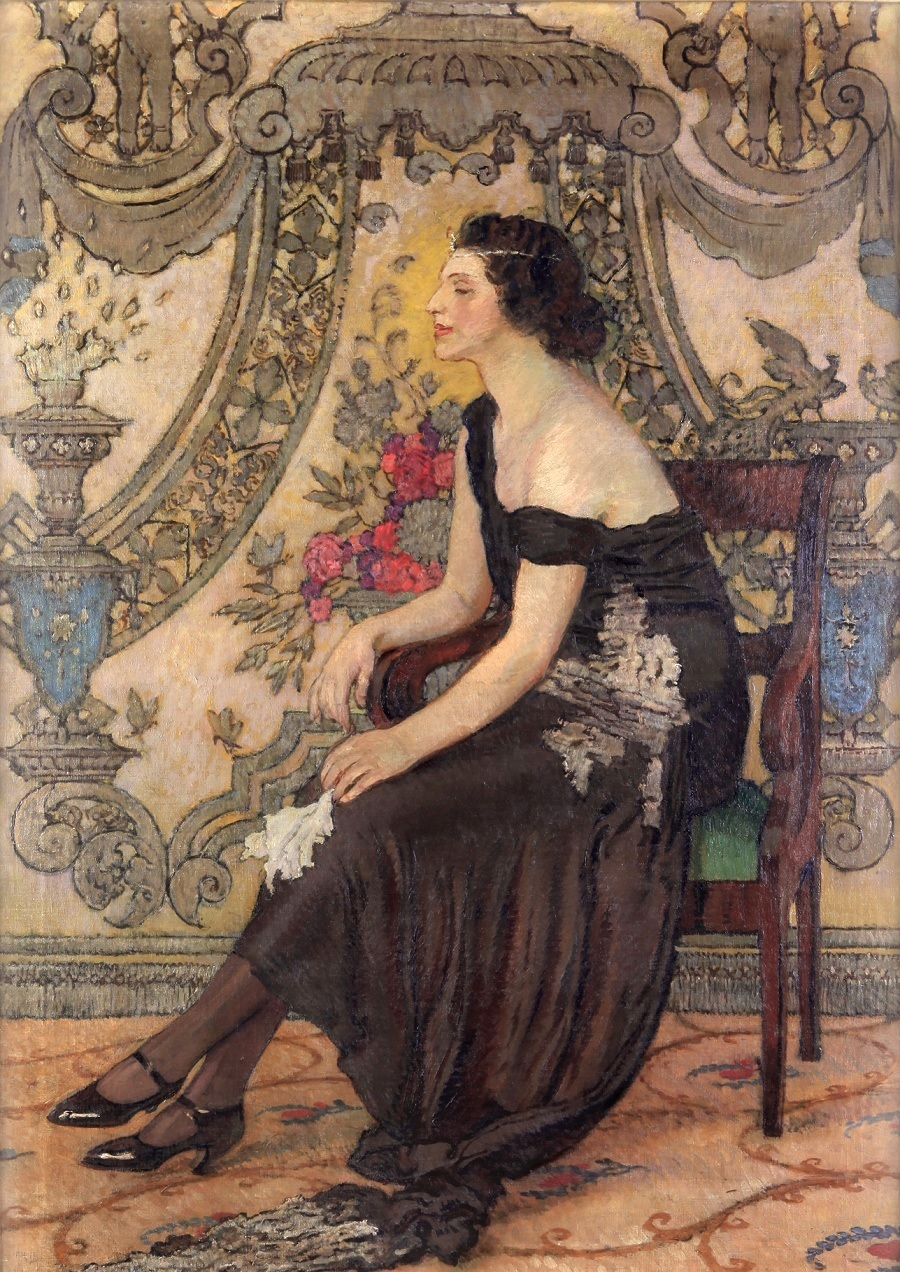
Józef Mehoffer, Róża Saronu – Fantazja ornamentalna, 1923
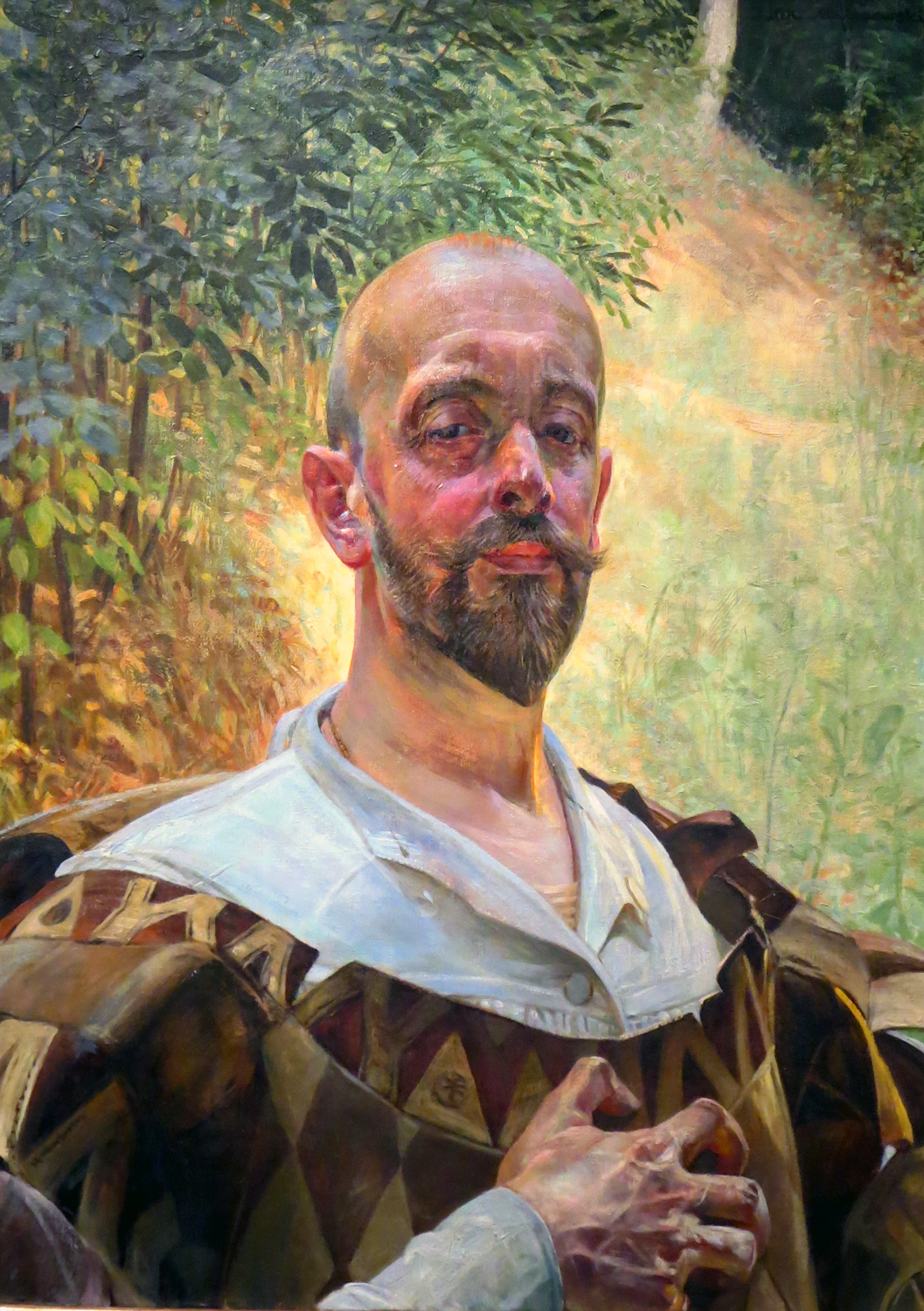
Jacek Malczewski, Autoportret z 1911 roku
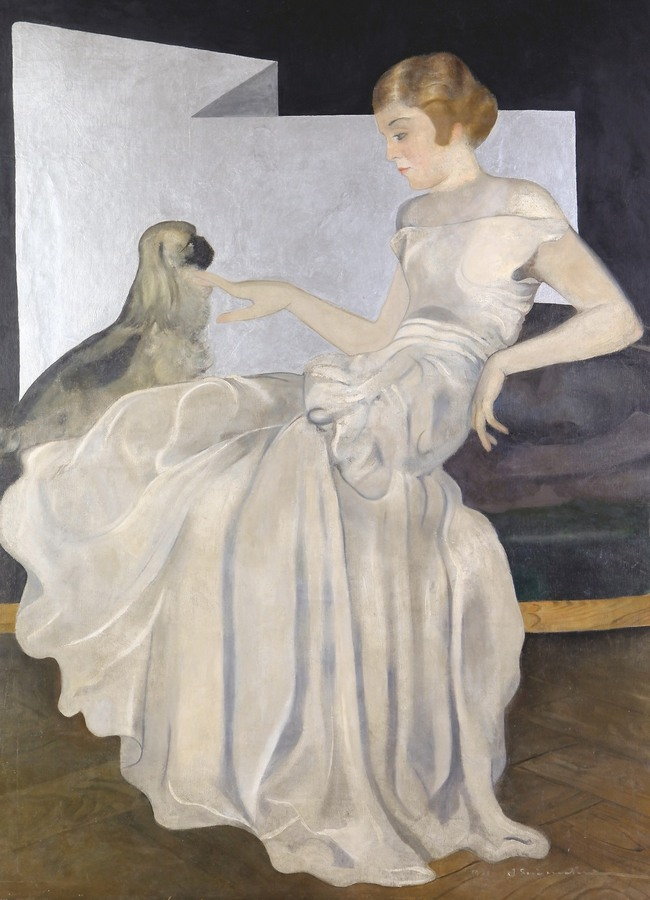
Jan Rudnicki, Portret kobiety w białej sukni, 1920
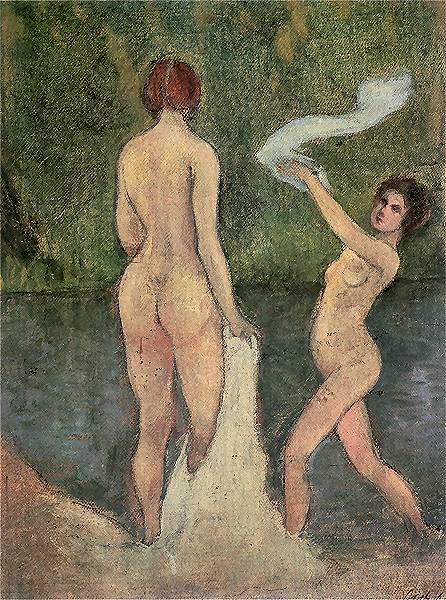
Stanisław Dębicki, Kąpiące się
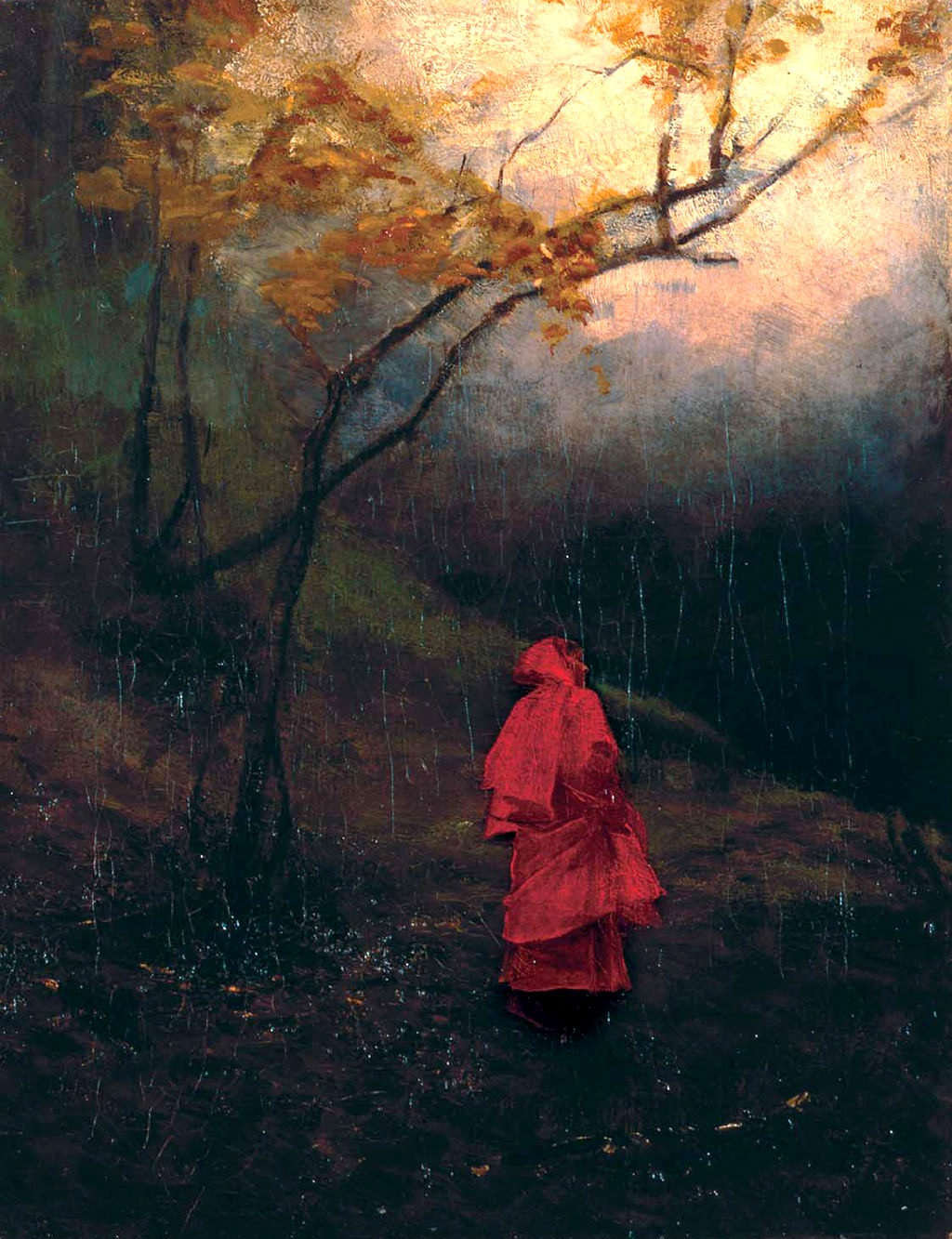
Władysław Wankie, Samotna w parku

## Galeria

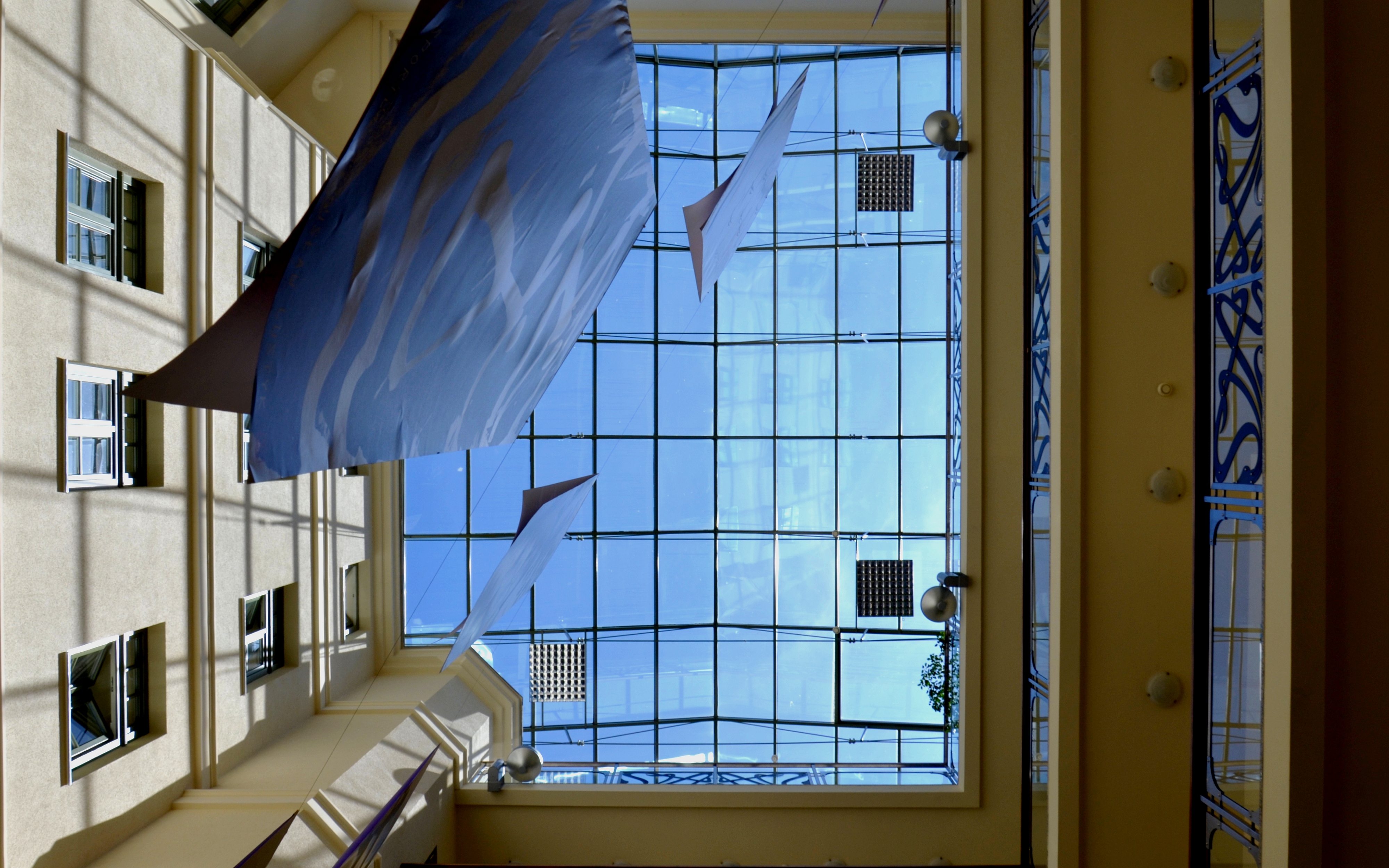
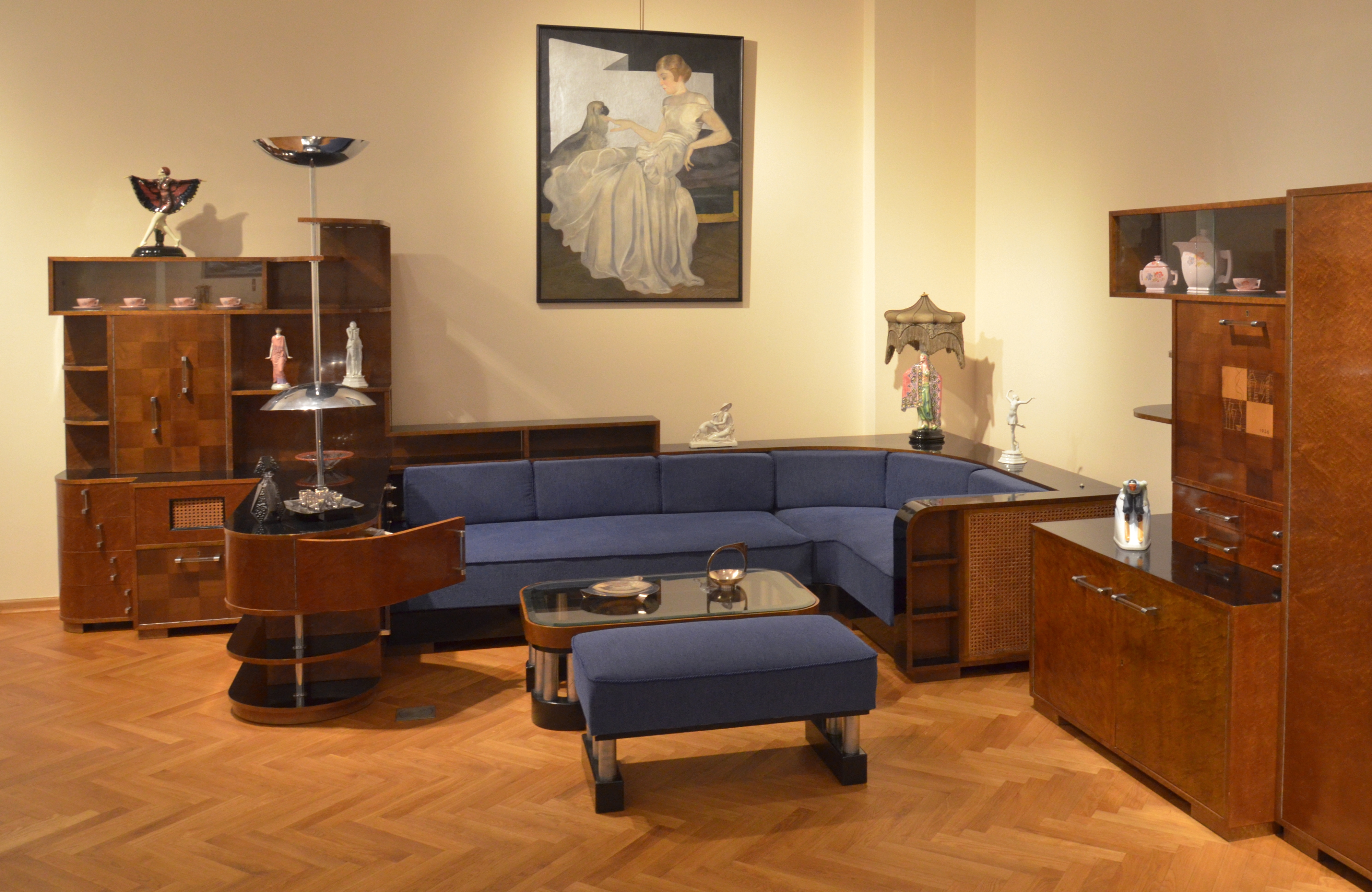
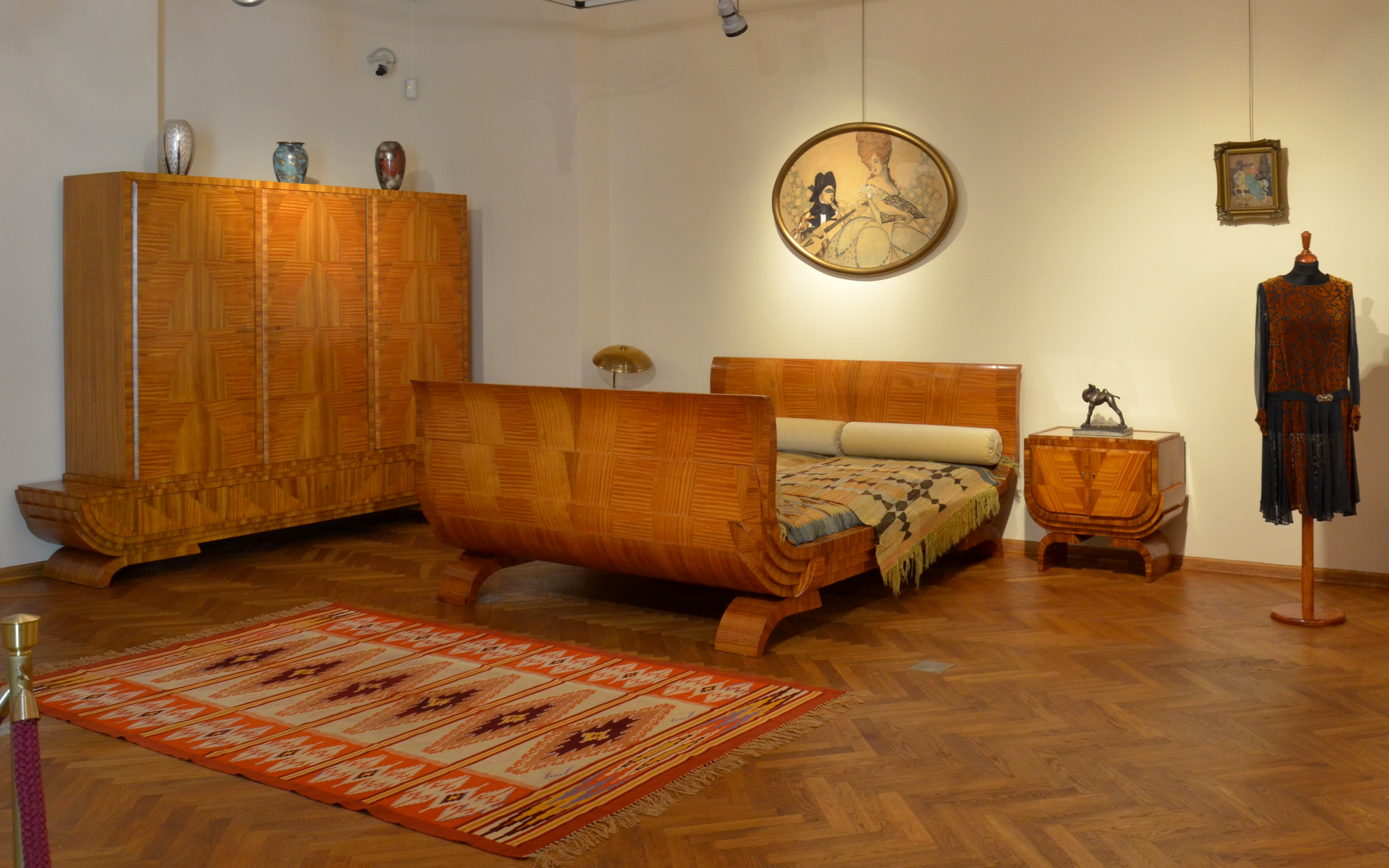
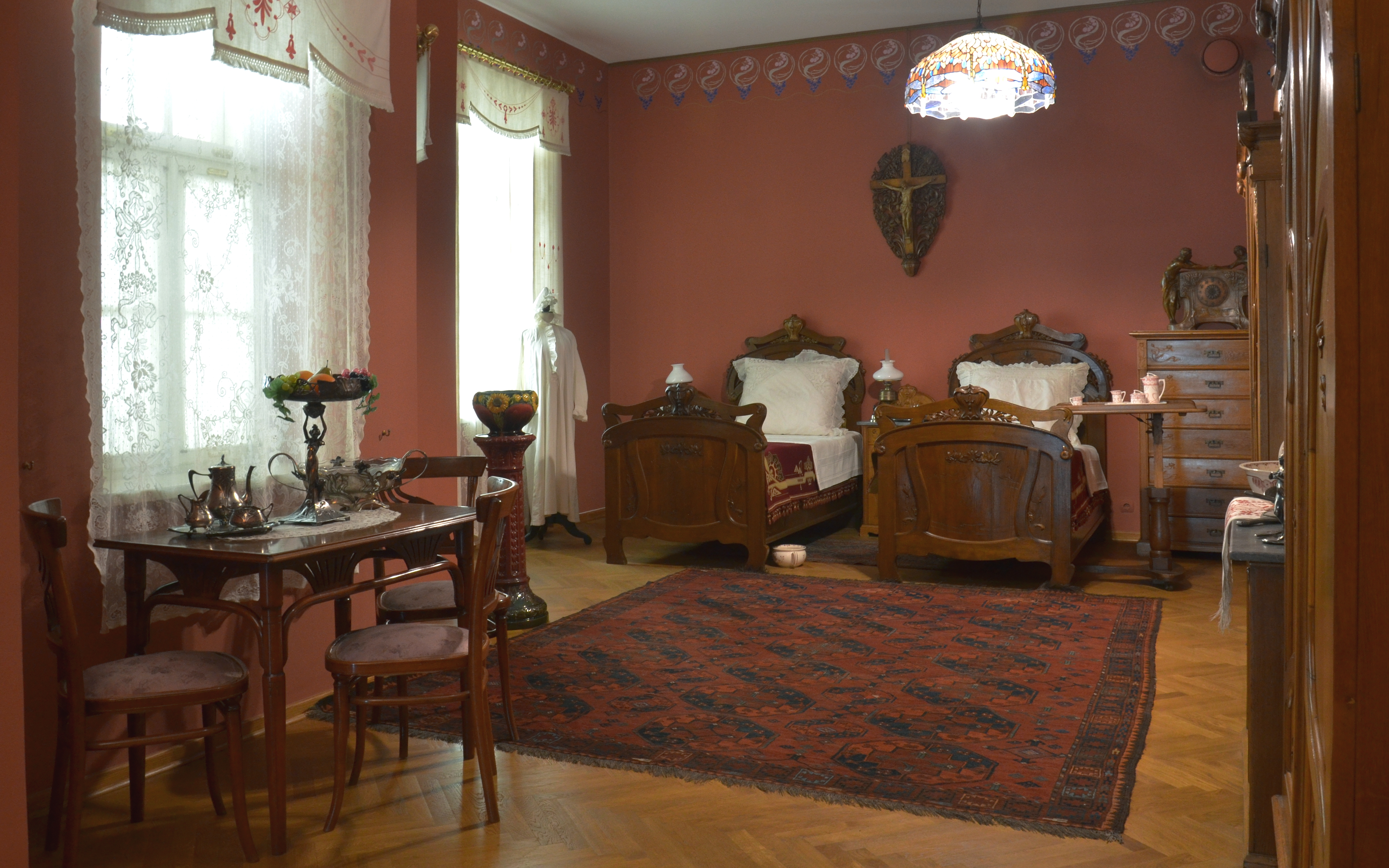